# Oxalis insignis
Oxalis insignis är en harsyreväxtart som beskrevs av Thomas Archibald Sprague. Oxalis insignis ingår i släktet oxalisar, och familjen harsyreväxter. Inga underarter finns listade i Catalogue of Life.